# Oncopsis concurrens
Oncopsis concurrens är en insektsart som beskrevs av Hamilton 1983. Oncopsis concurrens ingår i släktet Oncopsis och familjen dvärgstritar. Inga underarter finns listade i Catalogue of Life.